# Ben Jonson
Ben Jonson (tên đầy đủ: Benjamin Jonson, 11 tháng 6 năm 1572 – 6 tháng 8 năm 1637) – nhà viết kịch, nhà thơ Anh. Cùng với William Shakespeare và Christopher Marlowe, được coi là một trong những nhà viết kịch lớn nhất của thời đại Elizabeth.

## Tiểu sử
Cũng giống như William Shakespeare, tiểu sử của Ben Jonson ít có những chi tiết xác thực mà chủ yếu mang tính chất truyền thuyết. Ta biết rằng Ben Jonson sinh ở Westminster, London. Bố mất trước khi Ben Jonson ra đời. Học ở trường St. Martin's Lane, sau đó là trường Westminster School, được William Camden đỡ đầu. Học xong trường Westminster Ben Jonson làm nghề thợ xây rồi làm lính, làm diễn viên và bắt đầu viết kịch. Không có nhiều tư liệu về những cuộc đời diễn viên của Ben Jonson. Người đời cho rằng ông không thành công với những vai diễn, bởi thế ông đóng kịch không lâu và sau đó chỉ sáng tác.
Cuối năm 1597 vở kịch đầu tiên của Ben Jonson được dàn dựng, The Case Is Altered (Hoàn cảnh thay đổi). Tiếp đến là vở Every Man in his Humour (Mỗi người với tâm trạng của mình). Những bi kịch Sejanu, Catiline không có được những thành công vang dội trong lòng khán giả nhưng cho thấy kiến thức triết học cũng như lịch sử La Mã rất sâu rộng của Ben Jonson. Các vở Volpone (Volpone, 1606), Người phụ nữ im lặng (The Silent Woman, 1609) Nhà giả kim (The Alchemist, 1610), Hội chợ Bartholomew (Bartholomew Fair", 1614) – là những vở kịch thành công nhất của ông.
Là một bậc thầy kịch nghệ cũng như ngôn ngữ (văn xuôi và thơ), Ben Jonson có sự ảnh hưởng đến nhiều thế hệ các nhà thơ, các nhà soạn kịch. Các nhà thơ, nhà soạn kịch như John Milton, Robert Herrick, Richard Lovelace, Sir John Suckling, John Dryden, Alexander Pop chịu sự ảnh hưởng sâu sắc của ông.
Ben Jonson mất ngày 6 tháng 8 năm 1637 và mai táng tại nghĩa trang Westminster. Trên phần mộ của ông có khắc dòng chữ "O Rare Ben Johnson" (Ôi Ben Jonson không ai có thể sánh bằng). 

## Tác phẩm
Kịch:
- The Triumph Of Folly
- A Tale of a Tub, comedy (ca. 1596? revised? performed 1633; printed 1640)
- The Case is Altered, comedy (ca. 1597–98; printed 1609), with Henry Porter and Anthony Munday?
- Every Man in His Humour, comedy (performed 1598; printed 1601)
- Every Man out of His Humour, comedy (performed 1599; printed 1600)
- Cynthia's Revels (performed 1600; printed 1601)
- The Poetaster, comedy (performed 1601; printed 1602)
- Sejanus His Fall, tragedy (performed 1603; printed 1605)
- Eastward Ho, comedy (performed and printed 1605), a collaboration with John Marston and George Chapman
- Volpone, comedy (ca. 1605–06; printed 1607)
- Epicoene, hoặc the Silent Woman, comedy (performed 1609; printed 1616)
- The Alchemist, comedy (performed 1610; printed 1612)
- Catiline His Conspiracy, tragedy (performed and printed 1611)
- Bartholomew Fair, comedy (performed 31 tháng 10 năm 1614; printed 1631)
- The Devil is an Ass, comedy (performed 1616; printed 1631)
- The Staple of News, comedy (performed Feb. 1626; printed 1631)
- The New Inn, hoặc The Light Heart, comedy (licensed 19 tháng 1 năm 1629; printed 1631)
- The Magnetic Lady, hoặc Humors Reconciled, comedy (licensed 12 tháng 10 năm 1632; printed 1641)
- The Sad Shepherd, pastoral (ca. 1637, printed 1641), unfinished
- Mortimer his Fall, history (printed 1641), a fragment
- The Coronation Triumph, hoặc The King's Entertainment (performed 15 tháng 3 năm 1604; printed 1604); with Thomas Dekker
- A Private Entertainment of the King and Queen on May-Day (The Penates) (1 tháng 5 năm 1604; printed 1616)
- The Entertainment of the Queen and Prince Henry at Althorp (The Satyr) (25 tháng 6 năm 1603; printed 1604)
- The Masque of Blackness (6 tháng 1 năm 1605; printed 1608)
- Hymenaei (5 tháng 1 năm 1606; printed 1606)
- The Entertainment of the Kings of Great Britain and Denmark (The Hours) (24 tháng 7 năm 1606; printed 1616)
- The Masque of Beauty (10 tháng 1 năm 1608; printed 1608)
- The Masque of Queens (2 tháng 2 năm 1609; printed 1609)
- The Hue and Cry after Cupid, hoặc The Masque at Lord Haddington's Marriage (9 tháng 2 năm 1608; printed ca. 1608)
- The Speeches at Prince Henry's Barriers, hoặc The Lady of the Lake (6 tháng 1 năm 1610; printed 1616)
- Oberon, the Faery Prince (1 tháng 1 năm 1611; printed 1616)
- Love Freed from Ignorance and Folly (3 tháng 2 năm 1611; printed 1616)
- Love Restored (6 tháng 1 năm 1612; printed 1616)
- A Challenge at Tilt, at a Marriage (27 tháng 12 năm 1613/1 tháng 1 năm 1614; printed 1616)
- The Irish Masque at Court (29 tháng 12 năm 1613; printed 1616)
- Mercury Vindicated from the Alchemists (6 tháng 1 năm 1615; printed 1616)
- The Golden Age Restored (1 tháng 1 năm 1616; printed 1616)
- Christmas, His Masque (Christmas 1616; printed 1641)
- The Vision of Delight (6 tháng 1 năm 1617; printed 1641)
- Lovers Made Men, hoặc The Masque of Lethe, hoặc The Masque at Lord Hay's (22 tháng 2 năm 1617; printed 1617)
- Pleasure Reconciled to Virtue (6 tháng 1 năm 1618; printed 1641) The masque was a failure; Jonson revised it by placing the anti-masque first, turning it into:
- For the Honour of Wales (17 tháng 2 năm 1618; printed 1641)
- News from the New World Discovered in the Moon (7 tháng 1 năm 1620: printed 1641)
- The Entertainment at Blackfriars, hoặc The Newcastle Entertainment (May 1620?; MS)
- Pan's Anniversary, hoặc The Shepherd's Holy-Day (19 tháng 6 năm 1620?; printed 1641)
- The Gypsies Metamorphosed (3 and 5 tháng 8 năm 1621; printed 1640)
- The Masque of Augurs (6 tháng 1 năm 1622; printed 1622)
- Time Vindicated to Himself and to His Honours (19 tháng 1 năm 1623; printed 1623)
- Neptune's Triumph for the Return of Albion (26 tháng 1 năm 1624; printed 1624)
- The Masque of Owls at Kenilworth (19 tháng 8 năm 1624; printed 1641)
- The Fortunate Isles and Their Union (9 tháng 1 năm 1625; printed 1625)
- Love's Triumph Through Callipolis (9 tháng 1 năm 1631; printed 1631)
- Chloridia: Rites to Chloris and Her Nymphs (22 tháng 2 năm 1631; printed 1631)
- The King's Entertainment at Welbeck in Nottinghamshire (21 tháng 5 năm 1633; printed 1641)
- Love's Welcome at Bolsover (30 tháng 7 năm 1634; printed 1641)

Các thể loại khác:
- Epigrams (1612)
- The Forest (1616), including To Penshurst
- A Discourse of Love (1618)
- Barclay's Argenis, translated by Jonson (1623)
- The Execration against Vulcan (1640)
- Horace's Art of Poetry, translated by Jonson (1640), with a commendatory verse by Edward Herbert
- Underwood (1640)
- English Grammar (1640)
- On My First Sonne (1616), elegy
- To Celia (Drink to Me Only With Thine Eyes), poem